# 北京单极虫
北京单极虫（学名：Thelohanellus pekingensis）为单极科单极虫属的动物。在中国，分布于辽宁、河北等，营寄生生活，寄生在鲤的肾和皮肤。